# Ochánduri
Ochánduri ist ein Ort am Unterlauf des Río Tirón in der spanischen Region La Rioja mit 82 Einwohnern (Stand: 2024).

## Lage
Ochánduri liegt am Unterlauf des Río Tirón im Nordwesten der Provinz La Rioja in einer Höhe von ca. 550 Metern. Knapp 58 Fahrtkilometer trennen den Ort von Logroño; die nächstgrößeren Städte sind Haro (15 Kilometer nordöstlich) und Miranda de Ebro (ca. 25 Kilometer nördlich). Die am Jakobsweg gelegene Kleinstadt Santo Domingo de la Calzada befindet sich nur etwa 14 Kilometer südöstlich.

## Bevölkerungsentwicklung
| Jahr      | 1960 | 1970 | 1981 | 1991 | 2001 |
| Einwohner | 285  | 246  | 151  | 117  | 100  |

In der 2. Hälfte des 19. Jahrhunderts hatte der Ort stets zwischen 250 und 320 Einwohner. Infolge der Mechanisierung der Landwirtschaft und des daraus resultierenden geringeren Arbeitskräftebedarfs ist die Zahl der Einwohner seit der Mitte des 20. Jahrhunderts deutlich zurückgegangen.

## Wirtschaft
An erster Stelle im Wirtschaftsleben der Gemeinde steht traditionell die Landwirtschaft und hier vor allem der Weinbau – Ochánduri gehört zum Anbaugebiet der Rioja Alta. Daneben werden auch Weizen, Gerste, Kartoffeln sowie Gemüse kultiviert. Zu Beginn des Jahrtausends wurde auf einer leichten Anhöhe in der Umgebung eine Photovoltaikanlage mit einer Leistung von 600 kW installiert.

## Geschichte

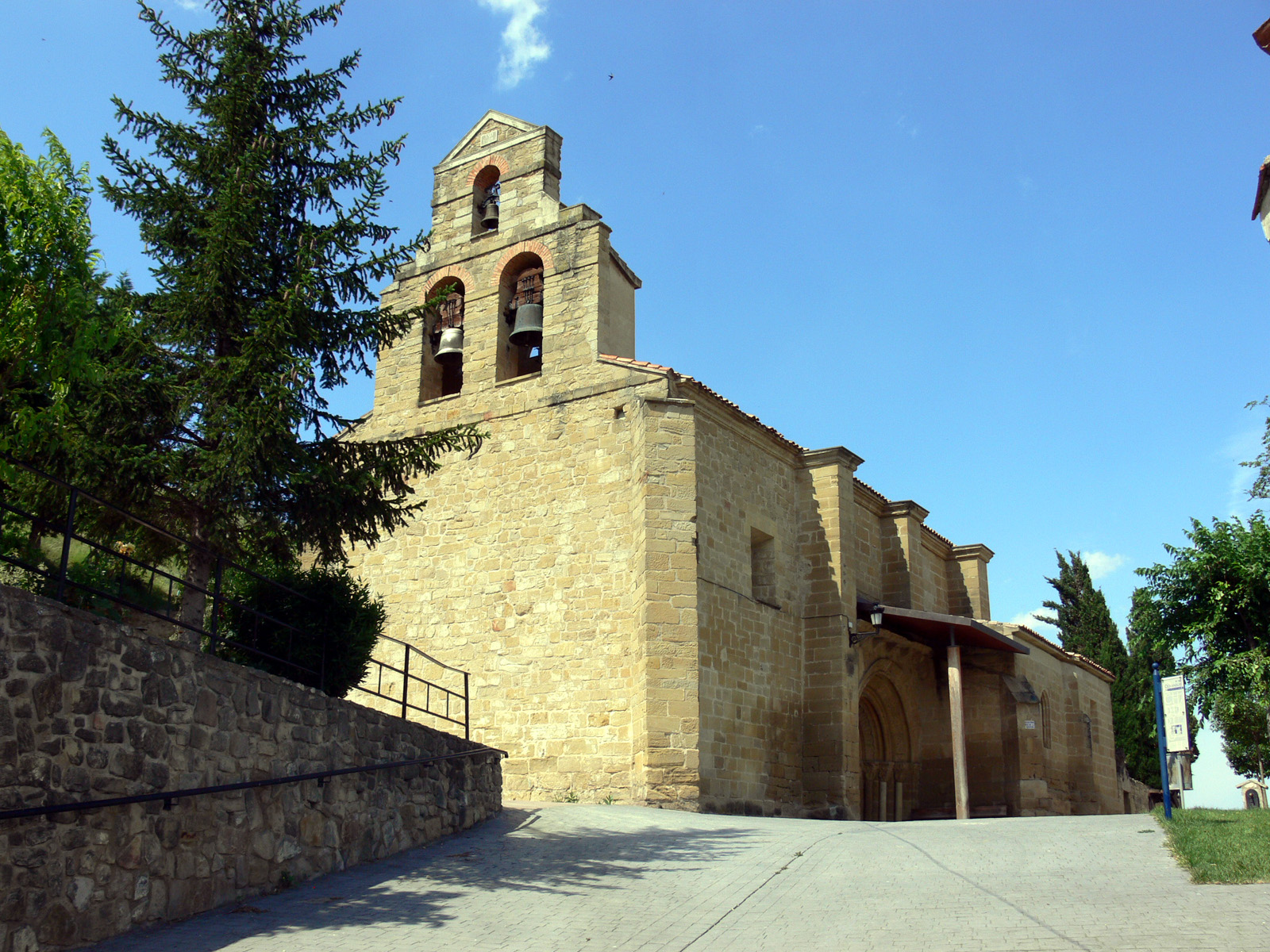
Iglesia Santa María de la Concepción

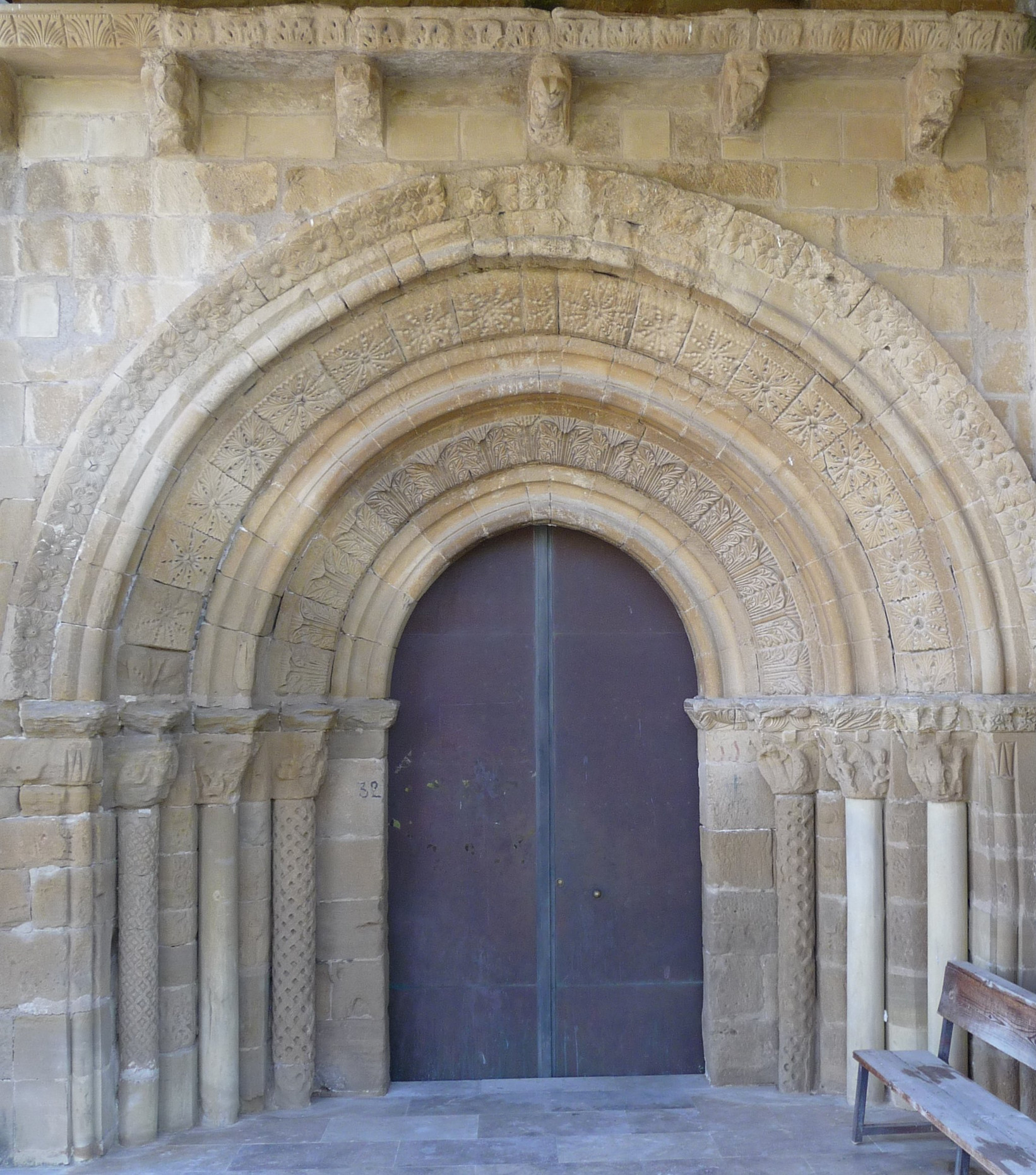
Portal der Iglesia Santa María de la Concepción

In einer Schenkungsurkunde des Jahres 1101 zugunsten des Klosters San Millán de la Cogolla wird Ogganduri erstmals erwähnt. Im Jahre 1160 eroberte Sancho VI. von Navarra Gebiete in der Gegend von Logroño und Nájera; er übertrug die Kirche von Ochánduri (wahrscheinlich auch den gesamten Ort) an das Kloster von Santo Domingo de la Calzada.

## Sehenswürdigkeiten
- Die einschiffige spätromanische Kirche Santa María de la Concepción wurde in der Zeit um 1200 errichtet. Beeindruckend ist das blatt- und rosettengeschmückte Archivoltenportal auf der Südseite und die in ähnlicher Weise gestalteten Bögen der beiden Apsisfenster. Die Kapitelle sind bereits arg zerstört; die figürlich gestalteten Konsolfiguren und Kapitelle unterhalb der Dachtraufe der durch Halbsäulenvorlagen vertikal gegliederten Apsis sind hingegen deutlich besser erhalten. Die schmucklose Westfassade wird von einem Glockengiebel (espadaña) überragt.
- Die weitgehend schmucklos gestaltete Ermita de la Virgen de Legarda steht etwa einen Kilometer außerhalb des Ortes. Auch sie hat das Portal auf der Südseite, während die Westseite von einem zweigeschossigen Glockengiebel überhöht wird.